# Contea di Bastrop
La contea di Bastrop (in inglese Bastrop County) è una contea dello Stato del Texas, negli Stati Uniti. La popolazione al censimento del 2010 era di 74 171 abitanti. Il capoluogo di contea è Bastrop. La contea è stata istituita nel 1834 come un comune del Messico, e organizzata come contea nel 1837. 
Prende il nome da Felipe Enrique Neri, il barone di Bastrop, un colono olandese, che ha assistito Stephen Fuller Austin per ottenere una serie di terreni in Texas.
Nel settembre 2011 Bastrop County ha subìto il più devastante incendio nella storia del Texas, che ha bruciato 3500 acri e 150 case.

## Geografia fisica

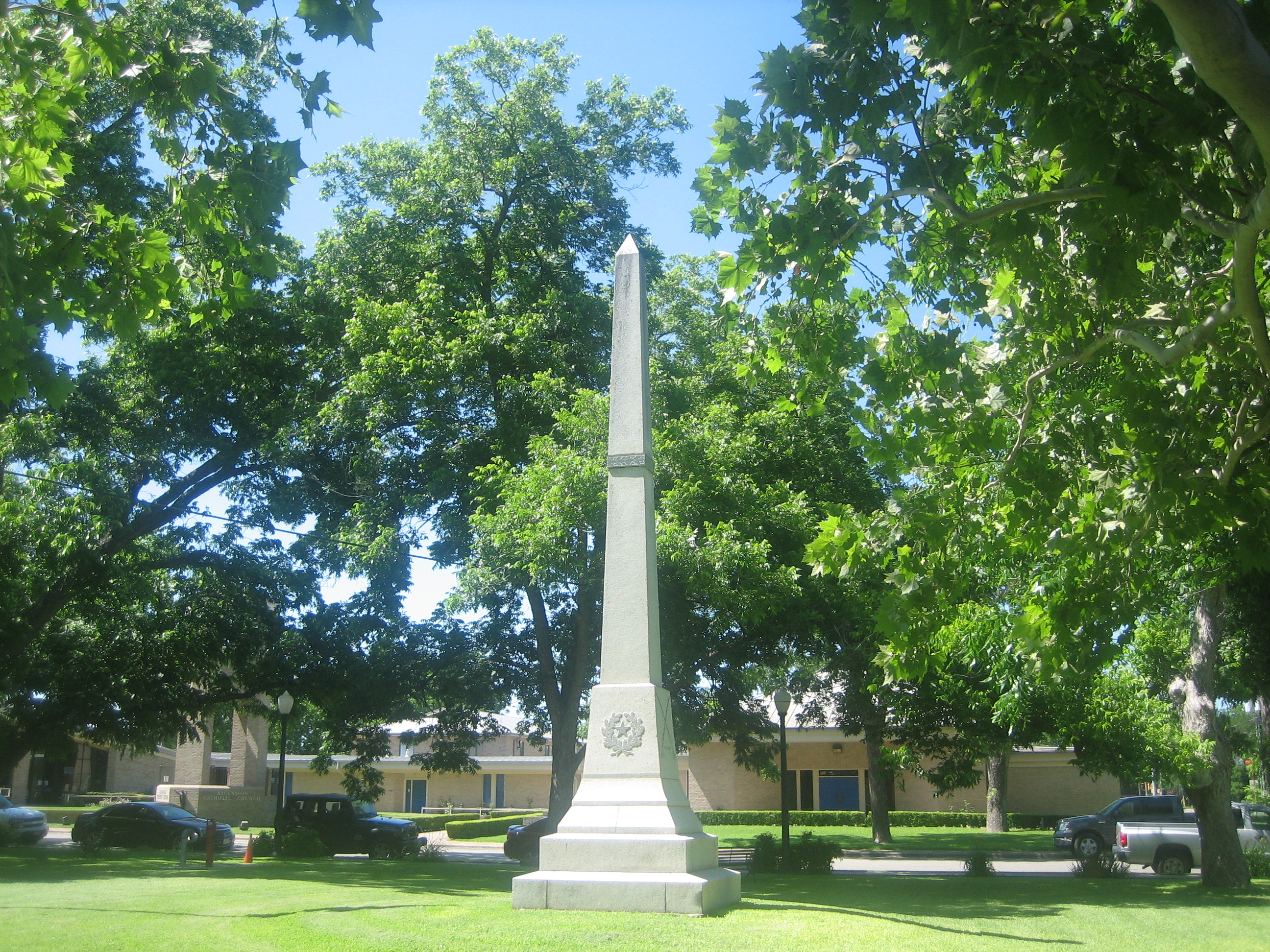
Obelisco commemorativo in memoria dei soldati degli Stati Confederati d'America

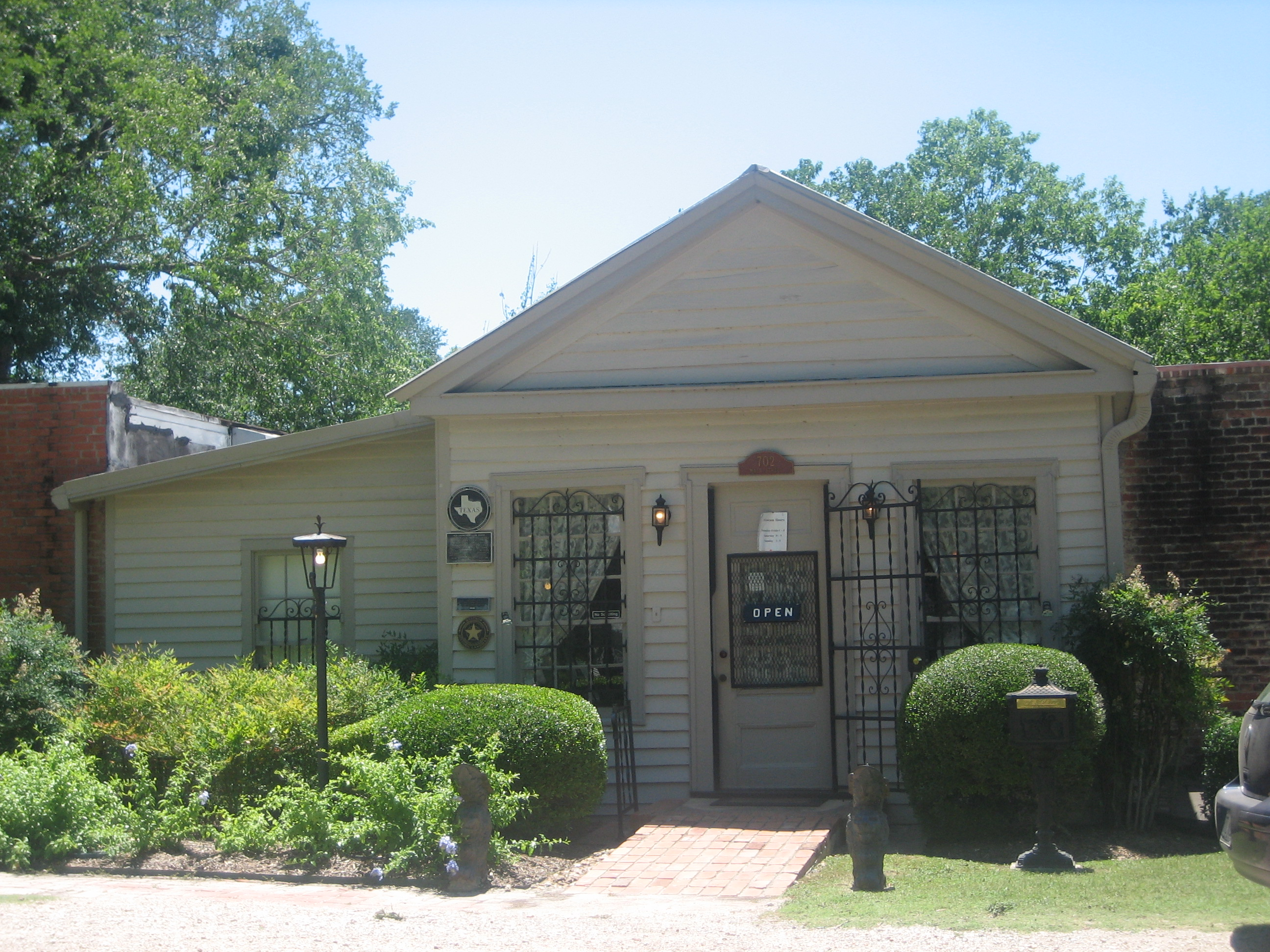
Il Bastrop County Historical Museum

Secondo l'Ufficio del censimento degli Stati Uniti d'America la contea ha un'area totale di 896 miglia quadrate (2.320 km²), di cui 888 miglia quadrate (2.300 km²) sono terra, mentre 7.4 miglia quadrate (19 km², ovvero lo 0,8% del territorio) sono costituite dall'acqua.
La maggior parte della contea è formata da altopiani e colline, con strati superficiali rivestiti molto spesso da sabbia o argilla; molto importante la presenza di boschi dove proliferano soprattutto querce, ma anche cedri, noci, e olmi. Il fiume Colorado divide in due parti la contea, da nord-ovest a sud-est. Il clima viene descritto come subtropicale umido, con una temperatura minima media a gennaio di 40 °C, una temperatura massima media a luglio di 96 °C, ed una piovosità media annua di 36.82 pollici. Le risorse minerarie comprendono l'argilla, il petrolio, il gas, la lignite, la sabbia, la ghiaia e le acque superficiali e sotterranee.

## Ricerca storica
Bastrop County ha diverse società e associazioni dedicate a preservare le informazioni e i siti storici.

## Società

### Evoluzione demografica
Secondo il censimento del 2000, c'erano 57,733 persone, 20,097 nuclei familiari e 14,771 famiglie residenti nella contea. La densità di popolazione era di 65 persone per miglio quadrato (25/km²). C'erano 22,254 unità abitative a una densità media di 25 per miglio quadrato (10/km²). La composizione etnica della contea era formata dall'80.24% di bianchi, l'8.79% di afroamericani, lo 0.70% di nativi americani, lo 0.46% di asiatici, il 7.60% di altre razze, e il 2.15% di due o più etnie. Ispanici o latinos di qualunque razza erano il 23.98% della popolazione.
| Anno       | Popolazione | ±%     |
| ---------- | ----------- | ------ |
| 1850       | 3,099       | Note:  |
| 1860       | 7,006       | 126.1% |
| 1870       | 12,209      | 74.3%  |
| 1880       | 17,215      | 41.0%  |
| 1890       | 20,736      | 20.5%  |
| 1900       | 26,845      | 29.5%  |
| 1910       | 25,344      | −5.6%  |
| 1920       | 26,649      | 5.1%   |
| 1930       | 23,888      | −10.4% |
| 1940       | 21,610      | −9.5%  |
| 1950       | 19,622      | −9.2%  |
| 1960       | 16,925      | −13.7% |
| 1970       | 17,297      | 2.2%   |
| 1980       | 24,726      | 42.9%  |
| 1990       | 38,263      | 54.7%  |
| 2000       | 57,733      | 50.9%  |
| 2010       | 74,171      | 28.5%  |
| Stima 2015 | 80,527      | 8.6%   |

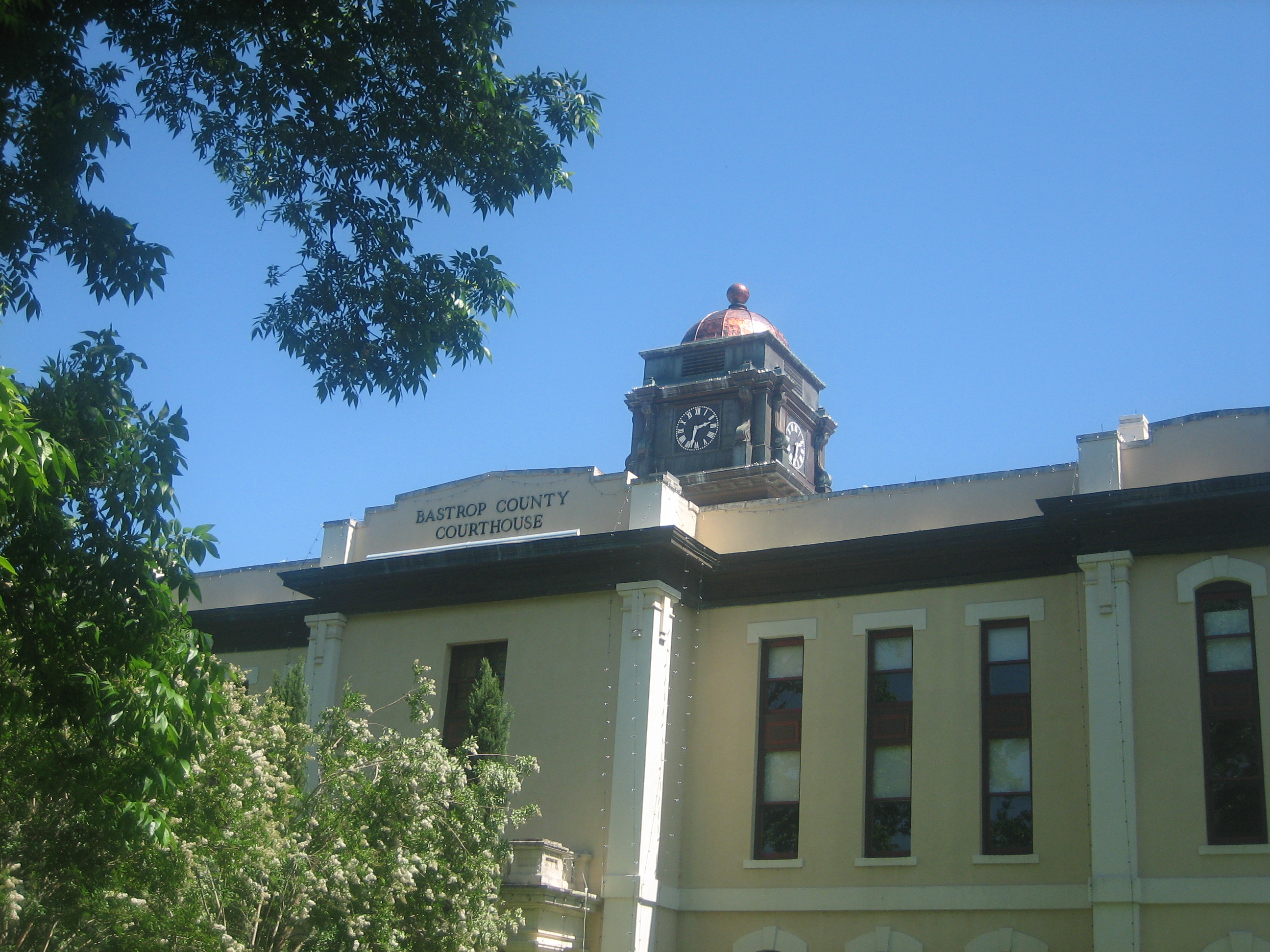
Tribunale della contea

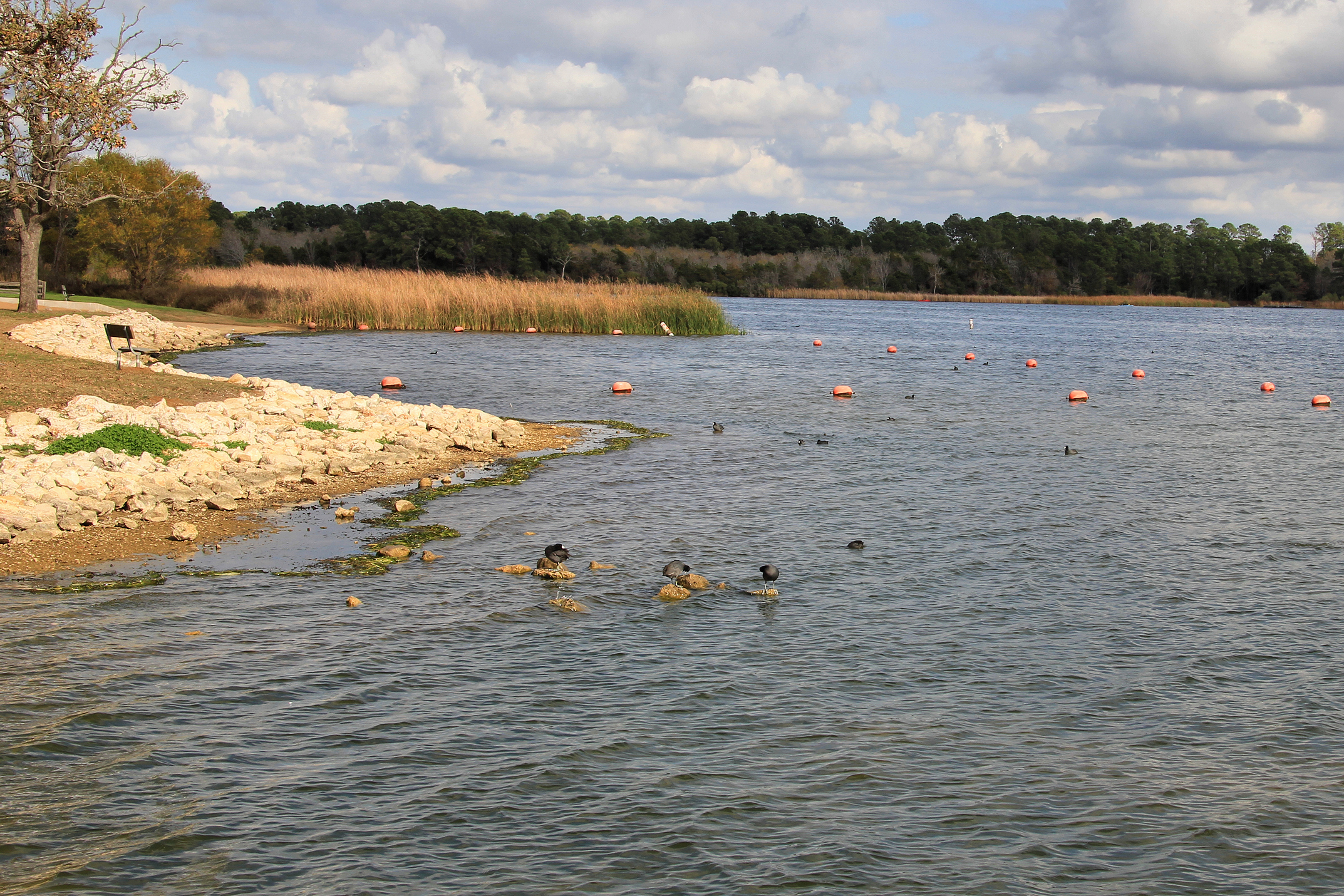
Costa nord del lago Bastrop

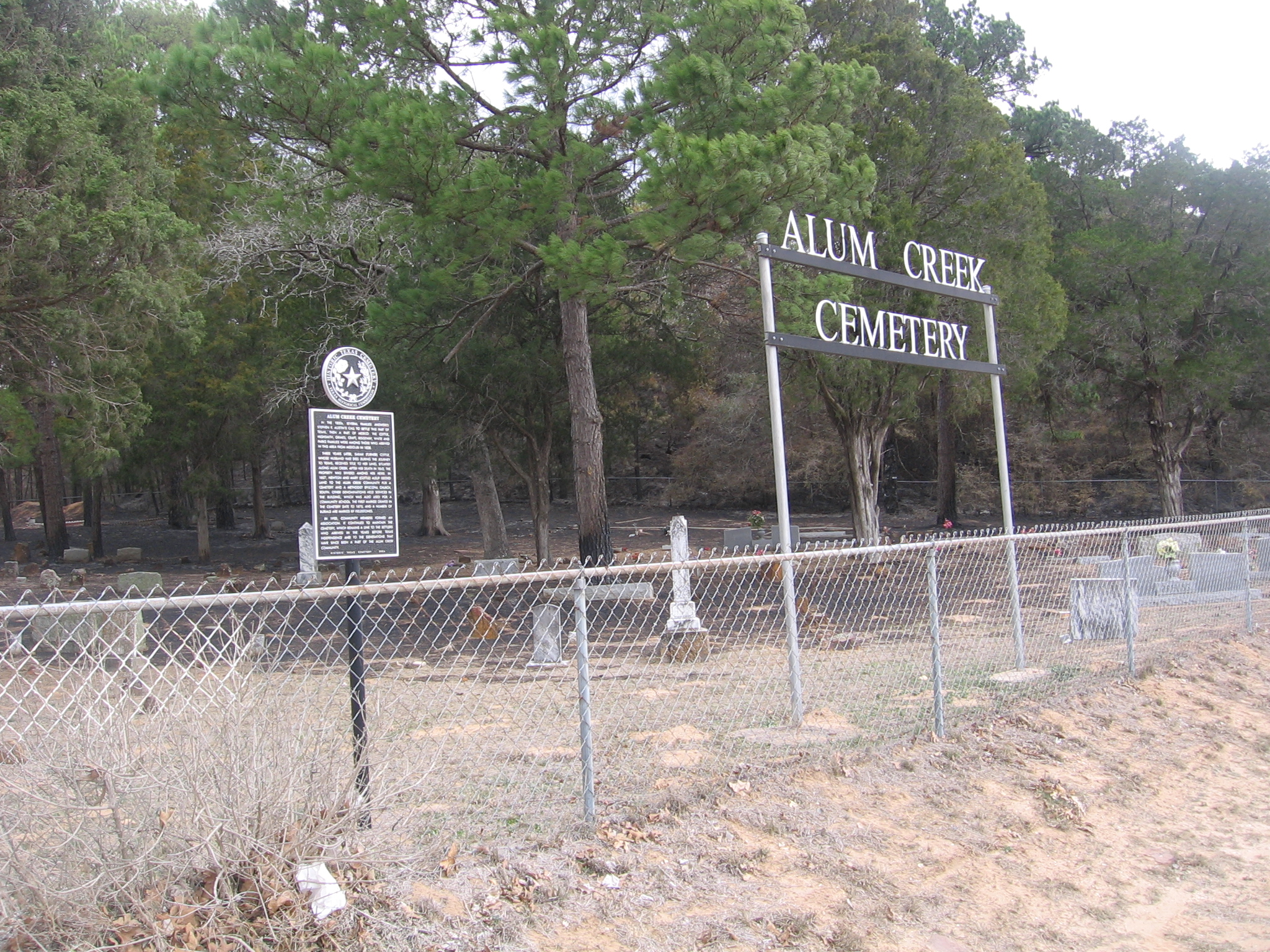
Cimitero situato ad Alum Creek

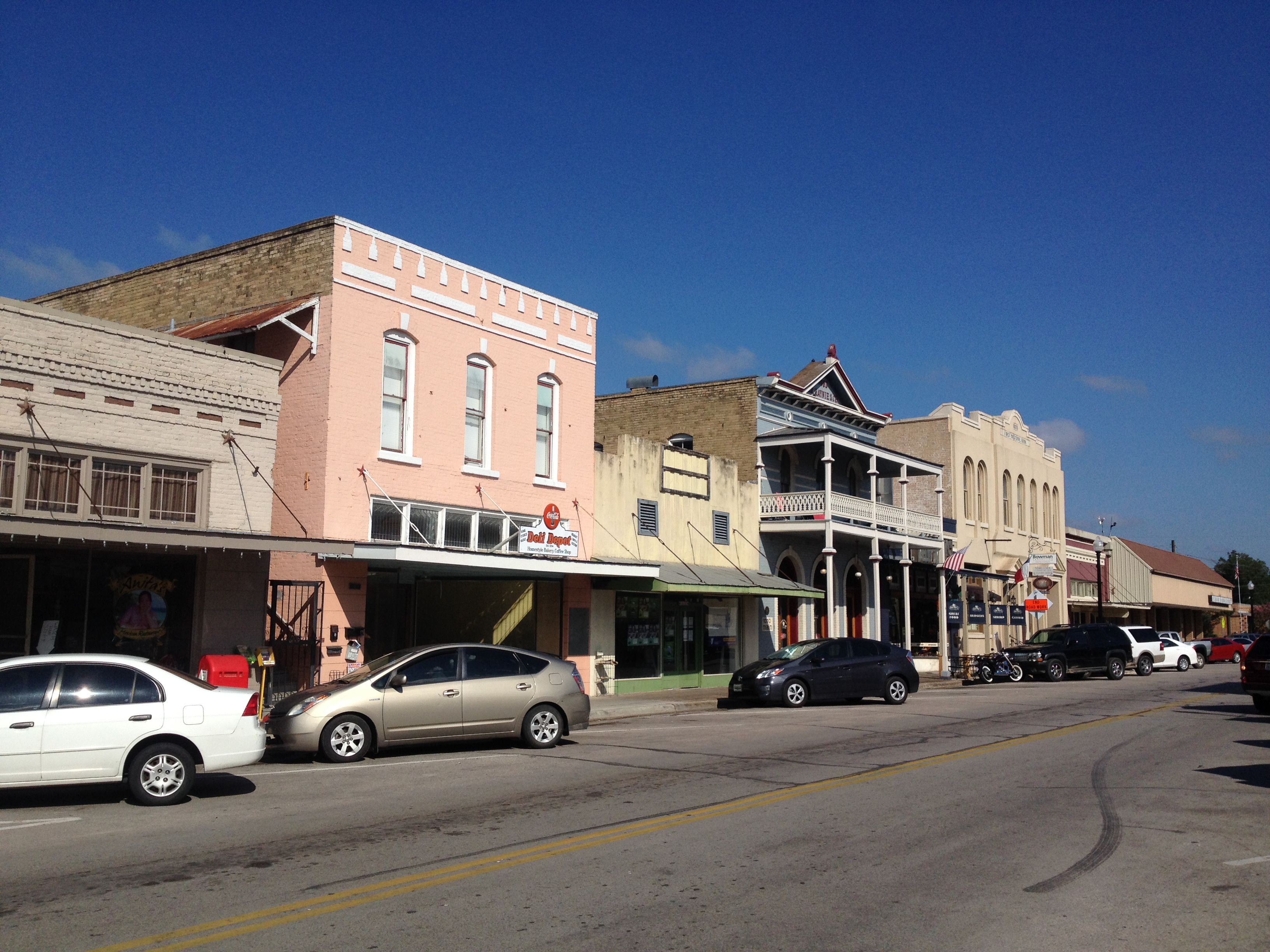
Strada commerciale

C'erano 20,097 nuclei familiari di cui il 35.90% aveva figli di età inferiore ai 18 anni, il 58.50% erano coppie sposate conviventi, il 10.50% aveva un capofamiglia femmina senza marito, e il 26.50% erano non-famiglie. Il 21.50% di tutti i nuclei familiari erano individuali e il 7.50% aveva componenti con un'età di 65 anni o più che vivevano da soli. Il numero di componenti medio di un nucleo familiare era di 2.77 e quello di una famiglia era di 3.23.
La popolazione era composta dal 28.00% di persone sotto i 18 anni, il 7.60% di persone dai 18 ai 24 anni, il 31.30% di persone dai 25 ai 44 anni, il 22.90% di persone dai 45 ai 64 anni, e il 10.30% di persone di 65 anni o più. L'età media era di 35 anni. Per ogni 100 femmine c'erano 105.50 maschi. Per ogni 100 femmine dai 18 anni in su, c'erano 104.80 maschi.
Il reddito medio di un nucleo familiare era di 43,578 dollari, e quello di una famiglia era di 49,456 dollari. I maschi avevano un reddito medio di 32,843 dollari contro i 25,536 dollari delle femmine. Il reddito pro capite era di 18,146 dollari. Circa l'8.40% delle famiglie e l'11.60% della popolazione erano sotto la soglia di povertà, incluso il 15.40% di persone sotto i 18 anni e il 13.30% di persone di 65 anni o più.

## Istruzione
I seguenti distretti scolastici servono Bastrop County:
- Bastrop Independent School District
- Elgin Independent School District (parzialmente)
- McDade Independent School District
- Smithville Independent School District (parzialmente)

## Infrastrutture e trasporti
A partire dal 2010 è iniziata la costruzione dell'aeroporto Central Texas Airport.

### Strade principali
- U.S. Highway 290
- State Highway 21
- State Highway 71
- State Highway 95
- State Highway 304

## Strutture ricreative
- Bastrop State Park
- Buescher State Park

## Amministrazione
Il giudice della contea è Paul Pape, mentre i suoi due assistenti sono Randi Fishbeck e Lyndsey Schroeder; lo sceriffo è Maurice Cook, mentre il ruolo di tesoriere è affidato a Laurie Ingram. La direttrice del Turismo e dello Sviluppo Economico è Adena Lewis, assistita da Cindye Wolford. Shawn Harris si occupa invece dei servizi generali.

## Comunità

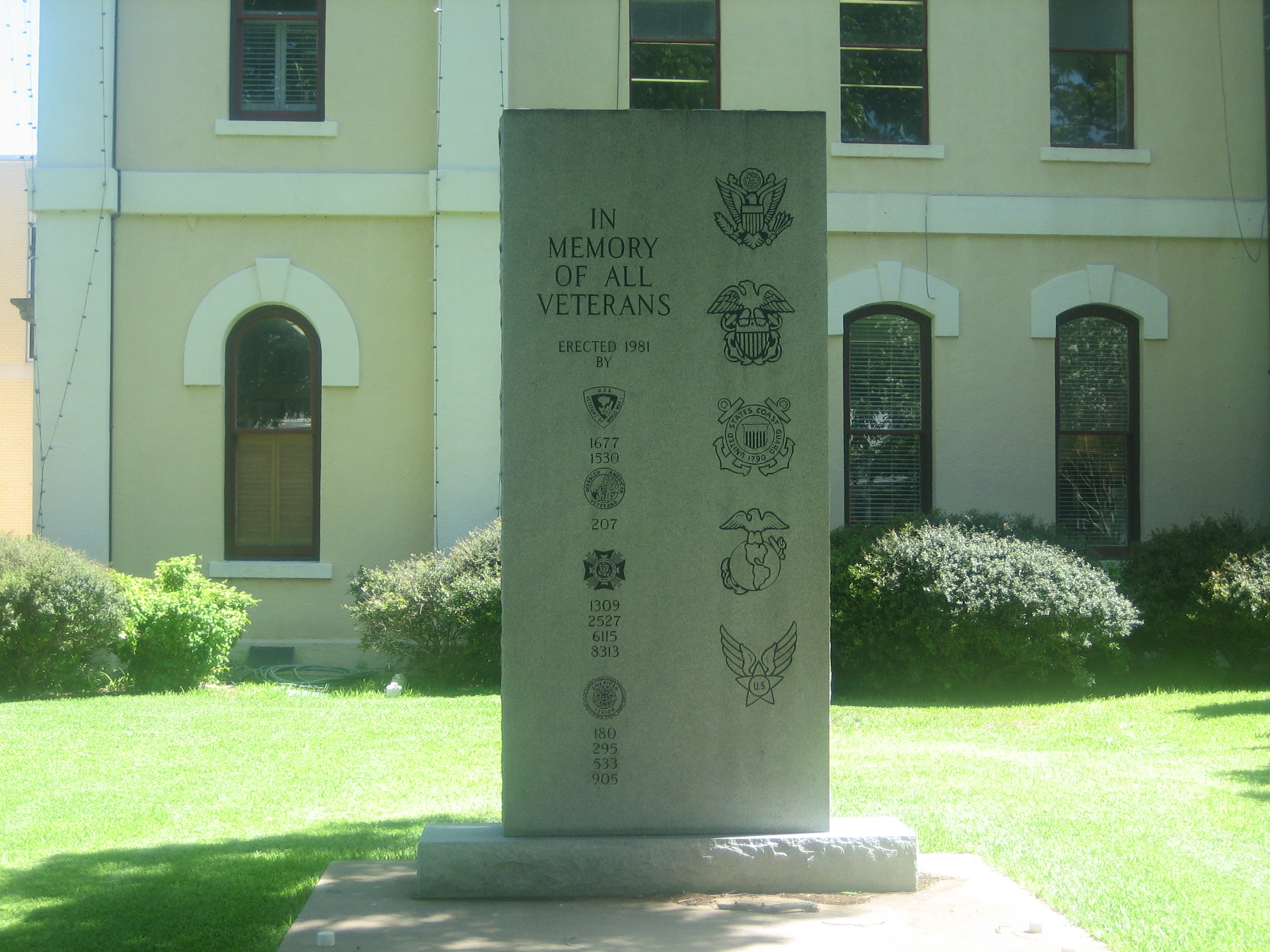
Memoriale per ricordare i veterani, esposto al tribunale della contea

### City
Bastrop
Elgin
Mustang Ridge
San Marcos
Uhland

### Census-designated place
Camp Swift
Circle D-KC Estates
McDade
Wyldwood

### Comunità non incorporata
- Alum Creek
- Bateman
- Butler
- Cedar Creek
- Clearwater
- Colorado
- Flower Hill
- Humble Camp
- Jeddo
- Jordan
- Kovar
- Paige
- Pettytown
- Pin Oak
- Phelan
- Red Rock
- Rockne
- Rosanky
- Salem
- Sayersville
- String Prairie
- Togo
- Utley
- Upton
- Watterson
- Willman

### Città fantasma
- Grassyville
- McDuff